# José Ángel Jurado
José Ángel Jurado de la Torre (Siviglia, 21 giugno 1992) è un calciatore spagnolo, centrocampista del Deportivo La Coruña.

## Carriera
Nato a Siviglia, Andalusia, José Ángel si è diplomato nel settore giovanile del Real Betis e ha fatto il suo esordio da senior con la loro squadra riserve nella stagione 2010–11, nella Segunda División B. Nel luglio 2011 si è unito ad un'altra squadra riserve, il Villarreal CF B, ed è stato immediatamente prestato al CD Mirandés nella stessa lega.
José Ángel è tornato al Sottomarino Giallo nel giugno 2012 dopo aver ottenuto la promozione con il club di Castiglia e León, e ha giocato regolarmente per due stagioni. Il 14 luglio 2014 si è trasferito all'UD Almería, venendo assegnato anche alla squadra B sempre nella terza divisione.
José Ángel ha giocato la sua prima partita da professionista il 5 dicembre 2014, subentrando a Corona al 67º minuto di una vittoria in trasferta per 4-3 contro il Real Betis nei sedicesimi di finale della Coppa del Re. Il 14 giugno 2015 è stato promosso alla squadra principale, ora in Segunda División.
José Ángel ha fatto il suo debutto in seconda divisione il 23 agosto 2015, sostituendo Mohammed Fatau in una vittoria casalinga per 3-2 contro il CD Leganés. Ha segnato il suo primo gol da professionista il 27 marzo dell'anno seguente, pareggiando 1-1 contro il RCD Mallorca anche allo Estadio de los Juegos Mediterráneos.
Il 31 gennaio 2017, il contratto di José Ángel - che sarebbe scaduto alla fine della stagione - è stato rescisso dal club. Il 17 marzo, si trasferisce all'estero per la prima volta nella sua carriera dopo aver firmato un contratto annuale con il FK Bodø/Glimt nella Norwegian First Division.
Il 15 febbraio 2019, José Ángel si unisce al club della Moldovan National Division FC Sheriff Tiraspol in prestito. È tornato nel suo paese il 27 agosto, con il club di terza divisione FC Cartagena.
Riserva di Adalberto Carrasquilla e Miguel Ángel Cordero nella sua prima stagione con l'Efesé ottenendo la promozione, José Ángel diventa successivamente il titolare e aiuta il club a evitare la retrocessione nella seconda divisione. L'8 luglio 2021, rinnova il suo contratto per un altro anno, ma quindici giorni dopo è stato trasferito al club emiratino Al Wahda FC.
José Ángel è tornato a Cartagena il 12 gennaio 2022, dopo aver accettato un accordo fino alla fine della stagione. Tuttavia, tre giorni dopo, il club ha annunciato la sua partenza con un accordo reciproco poiché non è stato possibile registrarla, e il 16 gennaio ha firmato con l'AD Alcorcón fino al 30 giugno.
Il 3 luglio 2022, José Ángel è passato al CD Tenerife ancora in seconda divisione con un contratto biennale. Il 25 luglio dell'anno successivo, si è trasferito al Deportivo de La Coruña della Primera Federación con un contratto biennale.

## Statistiche

### Presenze e reti nei club
Statistiche aggiornate al 17 gennaio 2022.
| Stagione            | Squadra             | Campionato          | Campionato | Campionato | Coppe nazionali | Coppe nazionali | Coppe nazionali | Coppe continentali | Coppe continentali | Coppe continentali | Altre coppe | Altre coppe | Altre coppe | Totale | Totale |
| Stagione            | Squadra             | Comp                | Pres       | Reti       | Comp            | Pres            | Reti            | Comp               | Pres               | Reti               | Comp        | Pres        | Reti        | Pres   | Reti   |
| ------------------- | ------------------- | ------------------- | ---------- | ---------- | --------------- | --------------- | --------------- | ------------------ | ------------------ | ------------------ | ----------- | ----------- | ----------- | ------ | ------ |
| 2010-2011           | Betis B             | SDB                 | 23         | 1          |                 | -               | -               |                    | -                  | -                  |             | -           | -           | 23     | 1      |
| 2011-2012           | Mirandés            | SDB                 | 22         | 0          | CR              | 2               | 0               |                    | -                  | -                  |             | -           | -           | 24     | 0      |
| 2012-2013           | Villarreal B        | SDB                 | 23         | 3          |                 | -               | -               |                    | -                  | -                  |             | -           | -           | 23     | 3      |
| 2013-2014           | Villarreal B        | SDB                 | 30         | 1          |                 | -               | -               |                    | -                  | -                  |             | -           | -           | 30     | 1      |
| Totale Villarreal B | Totale Villarreal B | Totale Villarreal B | 53         | 4          |                 | -               | -               |                    | -                  | -                  |             | -           | -           | 53     | 4      |
| 2014-2015           | Almería B           | SDB                 | 37         | 1          |                 | -               | -               |                    | -                  | -                  |             | -           | -           | 37     | 1      |
| 2014-2015           | Almería             | PD                  | 0          | 0          | CR              | 2               | 0               |                    | -                  | -                  |             | -           | -           | 2      | 0      |
| 2015-2016           | Almería             | SD                  | 25         | 1          | CR              | 3               | 0               |                    | -                  | -                  |             | -           | -           | 28     | 1      |
| 2016-mar. 2017      | Almería             | SD                  | 12         | 0          | CR              | 1               | 0               |                    | -                  | -                  |             | -           | -           | 13     | 0      |
| Totale Almería      | Totale Almería      | Totale Almería      | 37         | 1          |                 | 6               | 0               |                    | -                  | -                  |             | -           | -           | 43     | 1      |
| mar.-dic. 2017      | Bodø/Glimt          | 1D                  | 22         | 0          | CN              | 3               | 1               |                    | -                  | -                  |             | -           | -           | 25     | 1      |
| 2018                | Bodø/Glimt          | ES                  | 28         | 1          | CN              | 2               | 0               |                    | -                  | -                  |             | -           | -           | 30     | 1      |
| Totale Bodø/Glimt   | Totale Bodø/Glimt   | Totale Bodø/Glimt   | 50         | 1          |                 | 5               | 1               |                    | -                  | -                  |             | -           | -           | 55     | 2      |
| feb.-ago. 2019      | Sheriff Tiraspol    | DN                  | 13         | 2          | CM              | 2               | 0               | UCL+UEL            | 1+0                | 0                  |             | -           | -           | 16     | 2      |
| 2019-2020           | FC Cartagena        | SDB                 | 16         | 0          | CR              | 2               | 1               |                    | -                  | -                  |             | -           | -           | 18     | 1      |
| 2020-2021           | FC Cartagena        | SD                  | 33         | 2          | CR              | 0               | 0               |                    | -                  | -                  |             | -           | -           | 33     | 2      |
| Totale FC Cartagena | Totale FC Cartagena | Totale FC Cartagena | 49         | 2          |                 | 2               | 1               |                    | -                  | -                  |             | -           | -           | 51     | 3      |
| 2021-gen. 2022      | Al-Wahda            | PL                  | 10         | 0          | CdL             | 4               | 1               | ACL                | 2                  | 0                  |             | -           | -           | 16     | 1      |
| gen.-giu. 2022      | Alcorcón            | SD                  | 0          | 0          |                 | -               | -               |                    | -                  | -                  |             | -           | -           | 0      | 0      |
| Totale carriera     | Totale carriera     | Totale carriera     | 294        | 12         |                 | 21              | 3               |                    | 3                  | 0                  |             | -           | -           | 318    | 15     |

## Palmarès

### Club

#### Competizioni nazionali
- 1. divisjon: 1

Bodø/Glimt: 2017
- Coppa di Moldavia: 1

Sheriff Tiraspol: 2018-2019
- Primera Federación: 1

Deportivo La Coruña: 2023-2024 (gruppo 1)